# Emilie Autumn
Emilie Autumn Liddell (22 de Setembro de 1979, Malibu, Califórnia), mais conhecida por seu nome artístico Emilie Autumn, é uma cantora, compositora, poeta, violinista e atriz americana, residindo atualmente em Chicago. É conhecida por seu estilo de performance teatral e maestria na mixagem de música clássica e música eletrônica. O estilo musical de Autumn foi descrito por ela como "Fairy Pop", "Fantasy Rock" ou "Victoriandustrial". É influenciada pelo glam rock - de peças de teatro, romances e história, particularmente a era vitoriana. Performando com suas dançarinas femininas The Bloody Crumpets, Autumn incorpora elementos da música clássica, cabaré, música eletrônica e o burlesco.

## Biografia
Emilie Autumn Liddell  nasceu em 22 de Setembro de 1979 em Malibu, Califórnia,  sua família não era tradicionalmente de músicos, contudo sempre tiveram um grande respeito por todos os gêneros musicais, garantindo então que esta tivesse uma grande importância para Emilie desde criança. Aos quatro anos ela começou seu treino no violino. Seis anos mais tarde, se inscreveu na Escola de Performances Artísticas Colbourn, onde ela começou a experimentação com improvisos, inspirada pelo renomado violinista Nigel Kennedy.
Em 2003 ela afirmaria que "comia, dormia e respirava suas gravações, muito pela grande e usualmente notada decepção dos (seus) professores". Devido a segregação e bullying por seus companheiros escolares, Emilie logo abandonou a maneira convencional de estudo, preferindo continuar suas aulas de música em casa, enquanto lia "tudo que estiver em baixo do Sol, desde história musical à literatura feminista à Shakespeare. Aos quinze anos, Emilie conseguiu uma vaga na prestigiada Escola Universitária de Música de Indiana, em Bloomington, Indiana, mas abandonou após dois anos devido conflitos das autoridades universitárias contra seu gosto por música e vestimentas pouco ortodoxos.
Emilie tem sua própria gravadora independente, a Trisol Music Group,  por onde lançou seus quatro álbuns: Enchant (2003), Opheliac (2006), A Bit O' This & That (2007) e 4 O'CLOCK. Ao todo Emilie tem em torno de 58 músicas gravadas e lançadas em seus discos, desde composições a regravações. Algumas das músicas mais famosas de Emilie são: "Gothic Lolita", "I Know Where You Sleep",  "Opheliac", "Swallow" e seus remixes. Emillie está atualmente trabalhando em um musical "Asylum Newsletter".
Emilie Autumn é vegana, e também pode ser considerada uma feminista por algumas composições próprias ("Gothic Lolita" e "If You Feel Better" são exemplos).

## Discografia

### Álbuns de Estúdio
- Enchant (2003, re-relançado em 2007)
- Your Sugar Sits Untouched (2005, CD e livro de poesia)
- Opheliac (2006)
- Fight Like a Girl (2012)

### Álbuns Instrumentais
- On a Day... (1997, re-relançado em 2007 no Laced/Unlaced)
- Laced/Unlaced (2007)

### Compilações
- A Bit O' This & That (2007)

### EPs e singles
- Opheliac EP (2006, preview EP)
- Liar/Dead Is the New Alive (2007)
- 4 o'Clock (2008)
- Girls Just Wanna Have Fun & Bohemian Rhapsody Double Feature EP (2008)

### Edições Especiais
- Opheliac (Digipak)
- Liar/Dead Is the New Alive (Digipak)
- Laced/Unlaced (Double CD e livro de fotos)
- Enchant (CD e livro de fotos digitais)
- A Bit O' This & That (CD e livro de fotos digitais)
- 4 o'Clock (Digipak)
- Girls Just Wanna Have Fun & Bohemian Rhapsody Double Feature EP (Digipak)
- Opheliac -- The Deluxe Edition

### Contribuições
- Backing vocal e violino no álbum America's Sweetheart (2003) de Courtney Love[2]
- Backing vocal e violino no álbum The Future Embrace (2004) de Billy Corgan[2]
- Violino na música "Dethharmonic" do Dethklok (2007)
- Música "Organ Grinder" na edição européia da trilha-sonora de Saw III[2]
- Versão remix de "Dead Is The New Alive" ne versão internacional da trilha-sonora de Saw IV[2]
- Violino na música "UR A WMN NOW" no quarto álbum do OTEP, "Smash the Control Machine" (2009)[2]